# Liberty (Misuri)
Liberty es una ciudad ubicada en el condado de Clay en el estado estadounidense de Misuri. En el Censo de 2010 tenía una población de 29 149 habitantes y una densidad poblacional de 386 personas por km². Se encuentra sobre la orilla izquierda del río Misuri, y al oeste del estado, cerca de la frontera con Kansas. 

## Geografía
Liberty se encuentra ubicada en las coordenadas 39°14′22″N 94°25′8″O / 39.23944, -94.41889. Según la Oficina del Censo de los Estados Unidos, Liberty tiene una superficie total de 75.48 km², de la cual 75.18 km² corresponden a tierra firme y (0.4%) 0.31 km² es agua.

## Demografía
Según el censo de 2010, había 29149 personas residiendo en Liberty. La densidad de población era de 386,17 hab./km². De los 29149 habitantes, Liberty estaba compuesto por el 91.42% blancos, el 3.56% eran afroamericanos, el 0.46% eran amerindios, el 0.98% eran asiáticos, el 0.1% eran isleños del Pacífico, el 0.87% eran de otras razas y el 2.6% pertenecían a dos o más razas. Del total de la población el 4.08% eran hispanos o latinos de cualquier raza.